# 6164 Жерардмюллер
6164 Жерардмюллер (6164 Gerhardmüller) — астероїд головного поясу, відкритий 9 вересня 1977 року Миколою Черних.
Тіссеранів параметр щодо Юпітера — 3,601.